# Eburia cinerea
Eburia cinerea är en skalbaggsart som beskrevs av Franz 1959. Eburia cinerea ingår i släktet Eburia och familjen långhorningar. Inga underarter finns listade i Catalogue of Life.